# 两似蟹甲草
两似蟹甲草（学名：Parasenecio ambiguus）是菊科蟹甲草属的植物，为中国的特有植物。分布于中国大陆的陕西、河南、河北、山西等地，生长于海拔1,200米至2,400米的地区，一般生长在山坡林下、灌丛、林缘和草坡阴湿处，目前尚未由人工引种栽培。

## 异名
- Cacalia ambigua Ling